# Comuna Cremenciug, Soroca
Comuna Cremenciug este o comună din raionul Soroca, Republica Moldova. Este formată din satele Cremenciug (sat-reședință), Livezi, Sobari și Valea.

## Istorie
Comuna Cremenciug din cadrul raionului Soroca a fost constituită în anul 1995, în baza fostului soviet sătesc, având în componența sa satele Cremenciug, Livezi, Oclanda, Sobari și Valea.
În 1998, a fost aprobată reforma împărțirii administrativ-teritoriale a Republicii Moldova prin care raionale sunt comasate în județe, având loc modificări și la nivelului comunelor. Astfel, în componența comunei Cremenciug sunt incluse satele din fost comună Iarova: Balinți, Balinții Noi și Iarova.
În anul 2003, s-a implementat o nouă reformă administrativă a teritoriul Republicii Moldova prin care se revine la raioane și sunt operate modificări la alcătuirea comunelor. Astfel, din comuna Cremenciug se desprind comuna Iarova și satul Oclanda.

## Demografie
Conform datelor recensământului din 2014, comuna are o populație de 890 de locuitori. La recensământul din 2004 erau 998 de locuitori.

## Administrație și politică
Componența Consiliului local Cremenciug (9 consilieri), ales la 5 noiembrie 2023, este următoarea:
|  | Partid                                       | Consilieri | Componență | Componență | Componență | Componență | Componență |
|  | -------------------------------------------- | ---------- | ---------- | ---------- | ---------- | ---------- | ---------- |
|  | Partidul Socialiștilor din Republica Moldova | 5          |            |            |            |            |            |
|  | Partidul Acțiune și Solidaritate             | 4          |            |            |            |            |            |